# Darigma (Bagaré)
Pour les articles homonymes, voir Darigma.
Darigma est une localité située dans le département de Bagaré de la province du Passoré dans la région Nord au Burkina Faso.

## Géographie
Darigma est situé à 4 km au sud-est de Bagaré, le chef-lieu du département, et à environ 35 km au sud-ouest du centre de Yako.

## Santé et éducation
Le centre de soins le plus proche de Darigma est le centre de santé et de promotion sociale (CSPS) de Bagaré tandis que le centre médical avec antenne chirurgicale (CMA) de la province se trouve à Yako.
Darigma possède une école primaire publique.